# Парламентарни групи в Европейския парламент
Парламентарните групи в Европейския парламент са политически групи от депутати в Европейския парламент.
Обединенията не са по национален принцип, а по тяхната партийна принадлежност.
Групата може да е официално представителство на европейска политическа партия (европартия) в ЕП. В други случаи може да представлява коалиция от европейски партии, национални партии и независими политици. Главното изискване е в парламентарната група да членуват минимум 25 депутати от 7 страни на Европейския съюз.

## Девети състав (2019-2024)
Разпределение на евродепутатите по парламентарна група и политическа партия в състава на деветия Европейски парламент
| Парламентарна група | Парламентарна група                                             | Състав                                                                                                 | Лидер(и)                 | Година на основаване | Брой депутати |
| ------------------- | --------------------------------------------------------------- | --- | ------------------------ | -------------------- | ------------- |
|                     | Европейска народна партия (ЕНП)                                 | Европейска народна партия (ЕНП)                                                                        | Манфред Вебер            | 2009                 | 182           |
|                     | Прогресивен алианс на социалистите и демократите (С&Д)          | Партия на европейските социалисти (ПЕС)                                                                | Иратсе Гарсия            | 2009                 | 153           |
|                     | Обнови Европа (ОЕ)                                              | Европейска партия на либералните демократи и реформатори (ЕЛДР) Европейска демократическа партия (ЕДП) | Дачиан Чолош             | 2019                 | 108           |
|                     | Зелените – Европейски свободен алианс (Зелените – ЕСА)          | Европейска зелена партия (ЕЗП) Европейски свободен алианс (ЕСА)                                        | Ска Келер Филип Ламбертс | 1999                 | 75            |
|                     | Идентичност и демокрация (ИД)                                   | ... | Марко Зани               | 2019                 | 73            |
|                     | Европейски консерватори и реформисти (ЕКР)                      | ... | ...                      | 2009                 | 62            |
|                     | Европа на свободата и пряката демокрация (ЕСПД)                 | ... | ...                      | 2014                 | 43            |
|                     | Европейско обединение на левите/Ляво-зелени от Севера (ЕОЛ/ЛЕС) | Европейски леви (ЕЛ) Северен алианс на зелени и леви (САЗЛ)                                            | ...                      | 1995                 | 41            |
|                     | Депутати без групи                                              | ... | —                        | —                    | 14            |
|                     |                                                                 | | Всичко                   | Всичко               | 751           |

## Осми състав (2014-2019)
Разпределение на евродепутатите по парламентарна група и политическа партия в състава на осмия Европейски парламент
| Парламентарна група | Парламентарна група                                             | Състав | Лидер(и)                    | Година на основаване | Брой депутати |
| ------------------- | --------------------------------------------------------------- | --- | --------------------------- | -------------------- | ------------- |
|                     | Европейска народна партия (ЕНП)                                 | Европейска народна партия (ЕНП) +1 национална партия, която не е общеевропейска                                                                            | Манфред Вебер               | 2009                 | 217           |
|                     | Прогресивен алианс на социалистите и демократите (С&Д)          | Партия на европейските социалисти (ПЕС) +3 национални партии, които не са общоевропейски                                                                   | Джани Питела                | 2009                 | 189           |
|                     | Европейски консерватори и реформисти (ЕКР)                      | Алианс на европейските консерватори и реформатори (АЕКР) Европейско християнско политическо движение (ЕХПД) + 3 независими депутати                        | Саид Камал                  | 2009                 | 74            |
|                     | Алианс на либералите и демократите за Европа (АЛДЕ)             | Европейска партия на либералните демократи и реформатори (ЕЛДР) Европейска демократическа партия (ЕДП) + 5 национални партии, които не са общоевропейски   | Ги Верхофстат               | 2004                 | 68            |
|                     | Европейско обединение на левите/Ляво-зелени от Севера (ЕОЛ/ЛЕС) | Европейски леви (ЕЛ) Северен алианс на зелени и леви (САЗЛ) + 10 национални партии, които не са общоевропейски                                             | Габриеле Цимер              | 1995                 | 52            |
|                     | Зелените – Европейски свободен алианс (Зелените – ЕСА)          | Европейска зелена партия (ЕЗП) Европейски свободен алианс (ЕСА) + 2 национални партии, които не са общоевропейски + 2 независими депутата                  | Ребека Хармс Филип Ламбертс | 1999                 | 51            |
|                     | Европа на свободата и пряката демокрация (ЕСПД)                 | Алианс за Пряка Демокрация в Европа (АПДЕ) + 1 национална партия, която не е общоевропейска                                                                | Найджъл Фараж Давид Борели  | 2014                 | 45            |
|                     | Европа на нациите и свободата (ЕНС)                             | Европейски алианс за свобода (ЕАС) Движение за Европа на нациите и свободата (ДЕНС) + 1 национална партия, която не е общоевропейска + 1 независим депутат | Марин Льо Пен               | 2015                 | 37            |
|                     | Депутати без групи                                              | Алианс на европейските национални движения (АЕНД) Европейски национален фронт (ЕНФ) 14 национални партии                                                   | —                           | —                    | 18            |
|                     |                                                                 | | Всичко                      | Всичко               | 751           |

## Седми състав (2009-2014)
Разпределение на евродепутатите по парламентарна група и политическа партия в състава на седмия Европейски парламент
| Парламентарна група | Парламентарна група                                             | Състав | Лидер(и)                        | Година на основаване | Брой депутати |
| ------------------- | --------------------------------------------------------------- | --- | ------------------------------- | -------------------- | ------------- |
|                     | Европейска народна партия (ЕНП)                                 | Европейска народна партия (ЕНП) +1 национална партия, която не е общеевропейска | Йозеф Дул                       | 2009                 | 274           |
|                     | Прогресивен алианс на социалистите и демократите (С&Д)          | Партия на европейските социалисти (ПЕС) +3 национални партии, които не са общоевропейски                                                                                             | Ханс Свобода                    | 2009                 | 195           |
|                     | Алианс на либералите и демократите за Европа (АЛДЕ)             | Европейска партия на либералните демократи и реформатори (ЕЛДР) Европейска демократическа партия (ЕДП) + 3 национални партии, които не са общоевропейски                             | Ги Верхофстат                   | 2004                 | 85            |
|                     | Зелените – Европейски свободен алианс (Зелените – ЕСА)          | Европейска зелена партия (ЕЗП) Европейски свободен алианс (ЕСА) + 2 национални партии, които не са общоевропейски + 2 независими депутата                                            | Даниел Кон-Бендит Ребека Хармс  | 1999                 | 58            |
|                     | Европейски консерватори и реформисти (ЕКР)                      | Алианс на европейските консерватори и реформатори (АЕКР) Европейско християнско политическо движение (ЕХПД) + 1 национална партия, която не е общоевропейска + 2 независими депутати | Мартин Калланан                 | 2009                 | 56            |
|                     | Европейско обединение на левите/Ляво-зелени от Севера (ЕОЛ/ЛЕС) | Европейски леви (ЕЛ) Северен алианс на зелени и леви (САЗЛ) + 10 национални партии, които не са общоевропейски                                                                       | Габриеле Цимер                  | 2009                 | 35            |
|                     | Европа на свободата и демокрацията (ЕСД)                        | Движение за свободи и демокрация в европа (ДСДЕ) + 2 национални партии, които не са общоевропейски + 2 независими депутата                                                           | Найджъл Фараж Франческо Сперони | 2009                 | 33            |
|                     | Депутати без групи                                              | Алианс на европейските национални движения (АЕНД) + 14 национални партии, които не са общоевропейски + 3 независими депутата                                                         | —                               | —                    | 30            |
|                     |                                                                 | | Всичко                          | Всичко               | 766           |

## Шести състав (2004-2009)
Разпределение на евродепутатите по парламентарна група и политическа партия в състава на шестия Европейски парламент
| Парламентарна група | Парламентарна група                                             | Състав | Лидер(и)                         | Година на основаване | Брой депутати |
| ------------------- | --------------------------------------------------------------- | --- | -------------------------------- | -------------------- | ------------- |
|                     | Европейска народна партия – Европейски демократи (ЕНП-ЕД)       | Европейска народна партия (ЕНП) Европейски медомкрати (ЕД) | Йозеф Дул                        | 1999                 | 288           |
|                     | Партия на европейските социалисти (ПЕС)                         | Партия на европейските социалисти (ПЕС) | Мартин Шулц                      | 1953                 | 217           |
|                     | Алианс на либералите и демократите за Европа (АЛДЕ)             | Европейска партия на либералните демократи и реформатори (ЕЛДР) Европейска демократическа партия (ЕДП) + 2 национални партии, които не са общоевропейски + 2 независими депутата | Граам Уотсън                     | 2004                 | 104           |
|                     | Обединение Европа на нациите (ОЕН)                              | Алианс Европа на нациите (АЕН) + 6 национални партии, които не са общоевропейски                                                                                                 | Кристина Мускардини              | 1994                 | 40            |
|                     | Зелените – Европейски свободен алианс (Зелените – ЕСА)          | Европейска зелена партия (ЕЗП) Европейски свободен алианс (ЕСА) + 2 национални партии, които не са общоевропейски                                                                | Моника Фрасони Даниел Кон-Бендит | 1999                 | 43            |
|                     | Европейско обединение на левите/Ляво-зелени от Севера (ЕОЛ/ЛЕС) | Европейски леви (ЕЛ) Северен алианс на зелени и леви (САЗЛ) + 5 национални партии, които не са общоевропейски                                                                    | Франциск Вюртц                   | 1994                 | 41            |
|                     | Независимост/Демокрация (Н/Д)                                   | Алианс на независимите демократи в Европа (АНДЕ) Евродемократи (ЕУД) + 2 национални партии, които не са общоевропейски                                                           | Найджъл Фараж Кати Синнът        | 2004                 | 22            |
|                     | Депутати без групи                                              | Евронат + 11 национални партии, които не са общоевропейски + 3 независими депутата                                                                                               | —                                | —                    | 30            |
|                     |                                                                 | | Всичко                           | Всичко               | 785           |

## Забележки
1. ↑  Четвериков, А. О. Институты Европейского союза //  Статьи.   Кафедра права Европейского Союза МГЮА.  Архивиран от оригинала на 2011-05-16. Посетен на 14 март 2011. Внутри Европейского парламента депутаты объединяются друг с другом не по национальному признаку, а в силу их партийной принадлежности — в так называемые „политические группы“ (т.е. фракции). (на руски)
2. ↑  Mahony, Honor. New rules to make it harder for MEPs to form political groups //   International Herald Tribune, 9 юли 2008. Посетен на 10 юли 2008.
3. ↑  Разбивка по национални партии и политически групи: 2019-2024 //   Европейски парламент, 2019.  Архивиран от оригинала на 2019-06-27. Посетен на 27 юли 2019.
4. ↑  Разбивка по национални партии и политически групи: 2014-2019 //   Европейски парламент, 2014. Посетен на 27 юли 2019.
5. ↑  Разбивка по национални партии и политически групи: 2009-2014 //   Европейски парламент, 2009. Посетен на 27 юли 2019.
6. ↑  Разбивка по национални партии и политически групи: 2004-2009 //   Европейски парламент, 2004. Посетен на 27 юни 2019.